# Englische Cricket-Nationalmannschaft in den West Indies in der Saison 1967/68
Die Tour der englischen Cricket-Nationalmannschaft auf die West Indies in der Saison 1967/68 fand vom 19. Januar bis zum 3. April 1968 statt. Die internationale Cricket-Tour war Bestandteil der Internationalen Cricket-Saison 1967/68 und umfasste fünf Tests. England gewann die Serie 1–0.

## Vorgeschichte
Für beide Mannschaften war es die erste Tour der Saison.
Das letzte Aufeinandertreffen der beiden Mannschaften bei einer Tour fand in der Saison 1966 in England statt.

## Stadien
Die folgenden Stadien wurden für die Tour als Austragungsort vorgesehen.
| Stadt         | Land                | Stadion               | Kapazität | Spiele       |
| ------------- | ------------------- | --------------------- | --------- | ------------ |
| Bridgetown    | Barbados            | Kensington Oval       | 11.000    | 3. Test      |
| Georgetown    | Guyana              | Bourda Cricket Ground | 25.000    | 5. Test      |
| Kingston      | Jamaika             | Sabina Park           | 20.000    | 2. Test      |
| Port of Spain | Trinidad und Tobago | Queen’s Park Oval     | 25.000    | 1. & 4. Test |

## Kaderlisten
Die Mannschaften benannten die folgenden Kader.
| Test | Test |
| West Indies | England |
| --- | --- |
| - Garry Sobers (K) - Basil Butcher - Steve Camacho - Joey Carew - Lance Gibbs - Charlie Griffith - Wes Hall - David Holford - Rohan Kanhai - Lester King - Clive Lloyd - Deryck Murray (wk) - Seymour Nurse - Willie Rodriguez | - Colin Cowdrey (K) - Ken Barrington - Geoff Boycott - David Brown - Basil D’Oliveira - John Edrich - Tom Graveney - Robin Hobbs - Jeff Jones - Alan Knott (wk) - Tony Lock - Jim Parks (wk) - Pat Pocock - John Snow - Fred Titmus |

## Tests

### Erster Test in Port of Spain
| 19. – 24. Januar Scorecard | Port of Spain | England 568 (200.5) | – | West Indies 363 (135) & 243-8 (90) (f/o) |
|                            |               | Remis               |   |                                          |

England gewann den Münzwurf und entschied sich als Schlagmannschaft zu beginnen.

### Zweiter Test in Kingston
| 8. – 14. Februar Scorecard | Kingston | England 374 (169.2) & 68-8 (38.5) | – | West Indies 143 (48.1) & 391-9d (135) (f/o) |
|                            |          | Remis                             |   |                                             |

England gewann den Münzwurf und entschied sich als Schlagmannschaft zu beginnen.

### Dritter Test in Bridgetown
| 29. Februar – 5. März Scorecard | Bridgetown | West Indies 349 (143.1) & 284-6 (53) | – | England 449 (180.5) |
|                                 |            | Remis                                |   |                     |

Die West Indies gewannen den Münzwurf und entschieden sich als Schlagmannschaft zu beginnen.

### Vierter Test in Port of Spain
| 14. – 19. März Scorecard | Port of Spain | West Indies 526-7d (133) & 92-2d (30) | – | England 404 (175.4) & 215-3 (52.4) |
|                          |               | England gewinnt mit 7 Wickets         |   |                                    |

Die West Indies gewannen den Münzwurf und entschieden sich als Schlagmannschaft zu beginnen.

### Fünfter Test in Georgetown
| 28. März – 3. April Scorecard | Georgetown | West Indies 414 (150.4) & 264 (66.2) | – | England 371 (163.2) & 206-9 (120) |
|                               |            | Remis                                |   |                                   |

Die West Indies gewannen den Münzwurf und entschieden sich als Schlagmannschaft zu beginnen.